# Kumanovo
Kumanovo (makedonsky Куманово, albánsky Kumanova) je město na severu Severní Makedonie, blízko hranic se Srbskem a nedaleko hlavního města Skopje, se kterým je spojeno jak dálnicí, tak železnicí. Je správním střediskem stejnojmenné opštiny. Žije zde kolem 80 000 obyvatel (1996). Kumanovo je po Skopji a Bitole třetí největší město v zemi. Celá opština má přes 105 000 obyvatel a je nejlidnatější v zemi. Kromě dominantních Makedonců tvoří více než čtvrtinu populace Albánci, dále zde žijí Srbové a Romové. Kumanovem protéká řeka Kumanovka, přítok Pčinji. Rozkládá se na tzv. Kumanovském poli.

## Klimatické poměry
Průměrná roční teplota v Kumanovu činí 11,8 °C. Průměrný počet hodin, kdy svítí slunce, zde dosahuje 2200 ročně. Zimy jsou chladné a vlhké a léta suchá a horká. Prší především na podzim a v zimě, v létě zřídkakdy. Průměrný roční úhrn srážek zde činí 549 mm, což činí z Kumanova jednu z nejsušších lokalit na území Severní Makedonie.

## Historie
Dnešní sídlo vzniklo již ve středověku, ještě před příchodem Turků na Balkán, a to nejspíše z tábora, resp. sídla Kumánů. V 15. století existuje první zmínka o sídlu, v 16. století je tureckými zdroji uváděno jako sídlo v Nagoričské náchii. Tehdy zde žilo 52 rodin a celkem 300 obyvatel. Podrobnější záznamy o uvedeném regionu pochází z tureckého defteru z roku 1573.
Turecký cestopisec Evlija Čelebi jej popsal v letech 1660–1661 jako kasabu s šesti sty domy a početnými potoky. Administrativně mělo spadat pod skopský sandžak, v okolí města byl značný počet vinic a sadů.
V roce 1689 hrálo jistou úlohu v Karpošském povstání, kdy jej obsadil uvedený vojevůdce. Karpoš se prohlásil Kumanovským králem. Samo město si poté nicméně prošlo obdobím hospodářské stagnace, stejně jako celá Osmanská říše, navíc oslabená rakouským vpádem. Na konci století osmnáctého bylo typickým provinčním městem evropského Turecka. Z roku 1751 pochází nejstarší dochovaná mešita (Eski džamija) a z roku 1851 nejstarší dochovaný kostel (svatého Mikuláše). V první polovině 19. století bylo známé díky svému trhu s dobytkem a obilím.

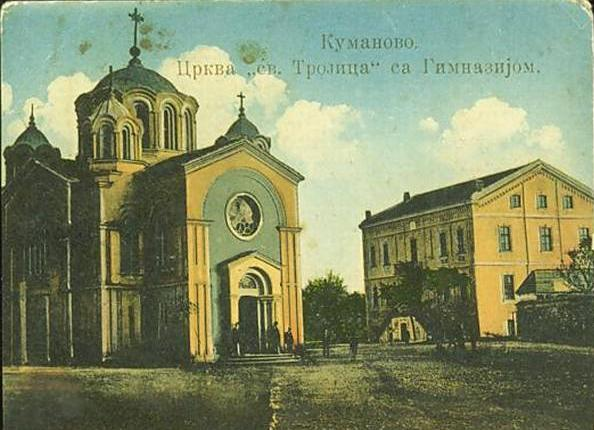
Kostel svaté Trojice s gymnáziem na staré fotografii.

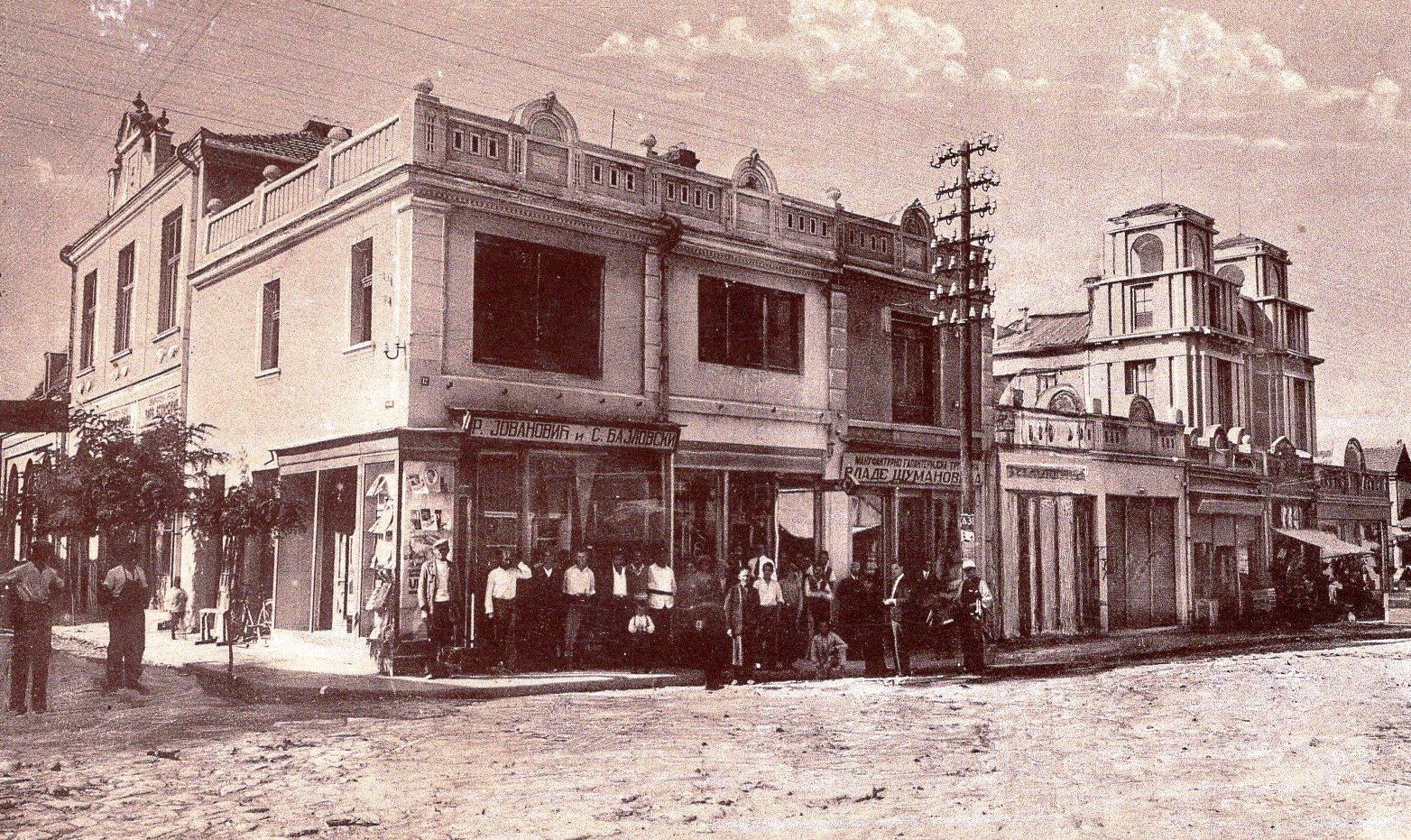
Střed města na pohlednici z 30. let 20. století.

V 30. letech 19. století bylo v Kumanovu francouzským cestovatelem Ami Bouém napočítáno 3000 osob. V roce 1861 zde rakouský diplomat Johann Georg von Hahn spočítal celkem 650 domácností, z nichž 300 bylo muslimských a 350 pravoslavných. Celkový počet obyvatel odhadl na 3500. Ve městě měly odezvu i změny hranic a celkové změny politického uspořádání po Velké východní krize během let 1877 a 1878. Na počátku roku zde vypuklo povstání, které trvalo čtyři měsíce. Vzbouřenci žádali připojení Kumanova a celého regionu k nedávno rozšířenému Srbsku, jehož jižní hranice se k městu přiblížila. Osmanské vojsko nakonec povolanými jednotkami z území dnešního Kosova povstání zastavilo silou.
Hlavní význam města na konci 19. století spočíval především v silnici Skopje-Kumanovo-Vranje, kterou od roku 1886 doplnila i železniční trať. V okolí dnešní trati se ještě během osmanské nadvlády usadili kolonisté z oblasti Kavkazu (Čerkesové) a okolní vesnice toto ve svých názvech připomínají. Vznik trati umožnil nárůst počtu obyvatel a odstartoval další rozvoj města. Někteří noví osadníci přišli z okolí města Velesu, jiní z oblasti dnešní Ioanniny v Řecku a další z lokalit v soudobém Bulharsku.
V roce 1894 byl v Kumanovu založen první výbor organizace VMRO (IMRO). Ve městě byla škola provozovaná bulharským exarchátem.
Během první balkánské války v roce 1912 obsadilo v říjnu 1912 srbské vojsko generála Radomira Putnika. Nedlouho předtím porazilo tureckou armádu v tzv. Kumanovské bitvě. Tím bylo ukončeno několik set let nadvlády Osmanské říše nad oblastí severu dnešní Severní Makedonie. Následně byla oblast integrována do srbského království, později se stala součástí Království Srbů, Chorvatů a Slovinců a Jugoslávie. Během první světové války bylo nakrátko okupováno Bulharskem.
V roce 1920 zde ve volbách vyhrála Komunistická strana Jugoslávie, která zde obdržela 44 % procent hlasů, a sestavila městskou radu. O rok později byla strana postavena do ilegality. Stejně jako řada dalších měst na území dřívějšího Srbska (a později Království Jugoslávie) i Kumanovo bylo typickým městem se značným vlivem zvyklostí Osmanské říše. Proto byl ve snaze o modernizaci města přijat v roce 1923 urbanistický plán, který vypracoval srbský urbanista Dušan Mirosavljević v Bělehradě. Plán především definoval novou podobu uliční sítě. Měl přiblížit budoucnost města evropským městům a odstranit orientální dědictví Kumanova. V této době mělo město okolo patnácti tisíc obyvatel.
Po roce 1929 bylo město součástí Vardarské bánoviny. Podle druhého jugoslávského sčítání lidu z roku 1931 zde žilo celkem 16,9 tisíce lidí.
V prvním roce druhé světové války v bývalé Jugoslávii, dne 11. října 1941, zde vypuklo povstání proti bulharské okupaci. Známým kumanovským partyzánem byl Hristijan Todorovski-Karpoš. V závěru války existovala v rámci jugoslávské partyzánské armády tzv. Kumanovská dělostřelecká brigáda.
Na počátku 50. let 20. století se počet obyvatel Kumanova přehoupl přes 20 tisíc lidí. Dne 5. listopadu 1962 Kumanovo zažilo vážnou železniční nehodu, když zde vykolejil vlak. 23 lidí zemřelo a 17 bylo zraněno. V letech 1959 a 1968 se rozšiřovaly hranice města, aby odpovídaly rostoucí poptávce po nové výstavbě ve městě. Mezi lety 1948 až 1981, kdy probíhala jugoslávská sčítání lidu, se totiž počet obyvatel kumanovské opštiny (tj. samosprávné jednoty, město samotné a okolní obce) dramaticky zvýšil, a to z 80 tisíc na více než 120 tisíc.

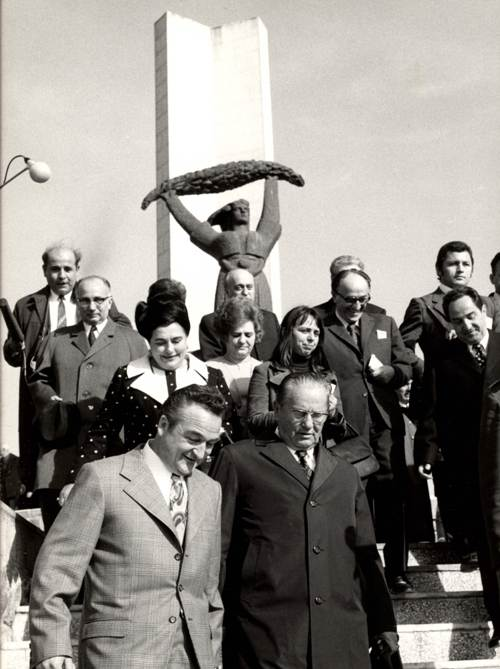
Josip Broz Tito na návštěvě památníku partyzánského boje v Kumanovu.

Docházelo také k transformaci místního hospodářství. Zatímco ještě v roce 1965 pocházelo 37 % veškeré ekonomické aktivity obce ze zemědělství, roku 1990 to bylo již jen 13 %. K zvýšení došlo u průmyslu (z 44 % v roce 1965 na 56 % v roce 1990) a drobně i u ostatních oblastí.
V roce 1988 se tehdejší starosta města rozhodl uzavřít místní divadlo, které působilo v rámci domu kultury. Neoficiálně proto, že soubor hrál v makedonském jazyku. Krok vyvolal ostrou reakci veřejnosti, později zde bylo ustanoveno divadlo nové. V témže roce se uskutečnilo ještě několik demonstrací místního albánského obyvatelstva.
Rozpad Jugoslávie znamenal pro Kumanovo pád místního hospodářství a zavedených průmyslových podniků (velká část továren zde vznikla do roku 1970). Uzavření závodů odstartovalo emigraci, a to jak do Skopje, tak především i do zahraničí. Počet obyvatel města se začal snižovat.
V roce 1999 se zde konala jednání, která se týkala ukončení v té době probíhající války v Kosovu. O rok dříve zde Kosovská osvobozenecká armáda provedla bombový útok na místní policejní stanici.
V roce 2001 bylo ve vesnici Kokino odhaleno rozsáhlé naleziště keramiky z doby bronzové.
Dne 9. května 2015 se ve městě uskutečnil ozbrojený zátah proti albánským ozbrojencům. Akce si vyžádala několik desítek mrtvých i zraněných a média o ní informovala v celé Evropě. Trvala 28 hodin.

## Obyvatelstvo
V roce 2022 měla Opština Kumanovo celkem 90 104 obyvatel. To zahrnuje jak užší město samotné, tak i okolní obce. V roce 2002 žilo v Kumanovu celkem 78 602 osob. Kromě Makedonců jsou zde jak již bylo zmíněno zastoupeni také Albánci a malým počtem se část obyvatel hlásí také k srbské národnosti. Kumanovo představuje centrum srbské menšiny v Severní Makedonii.

## Kultura

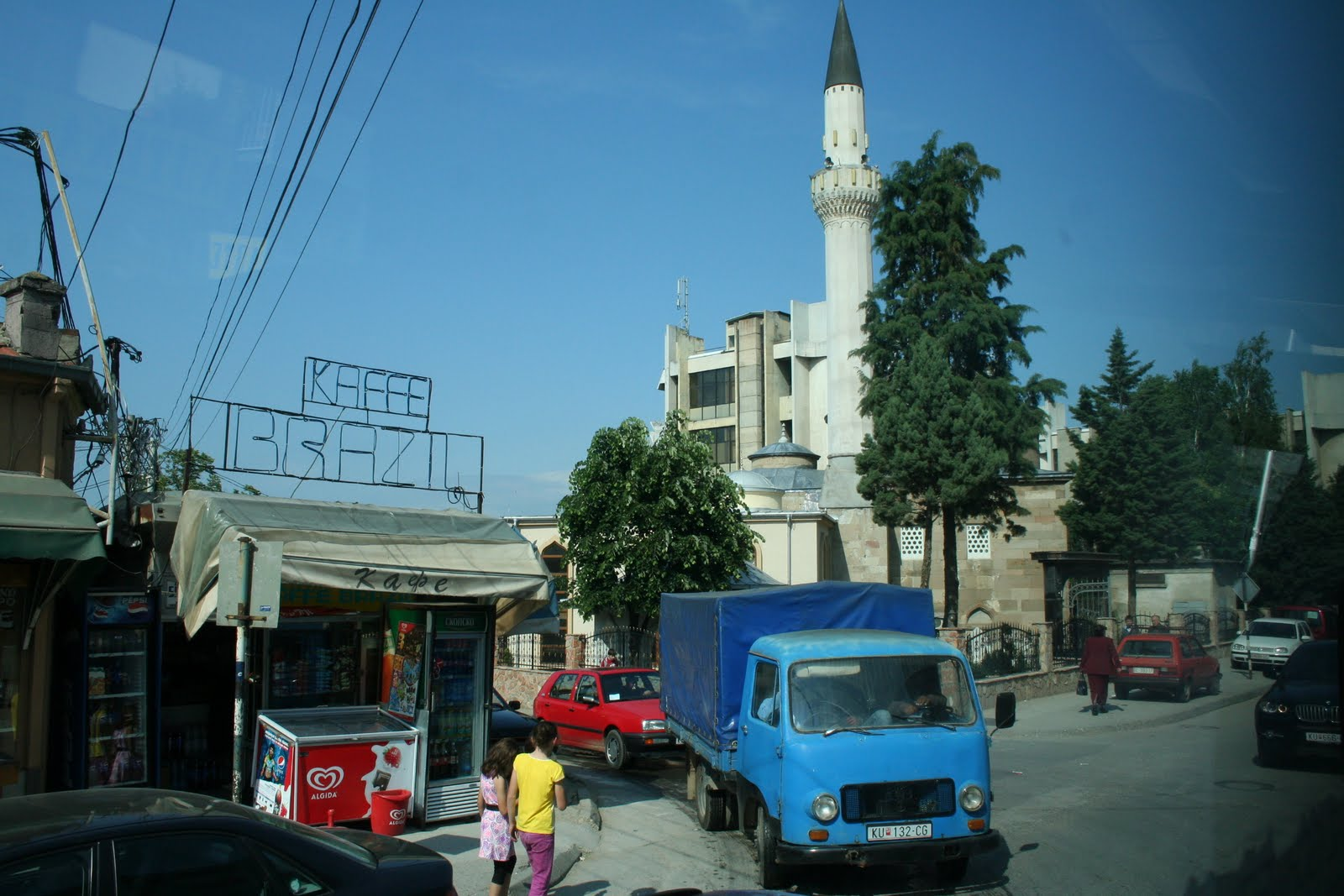
Mešita v Kumanovu.

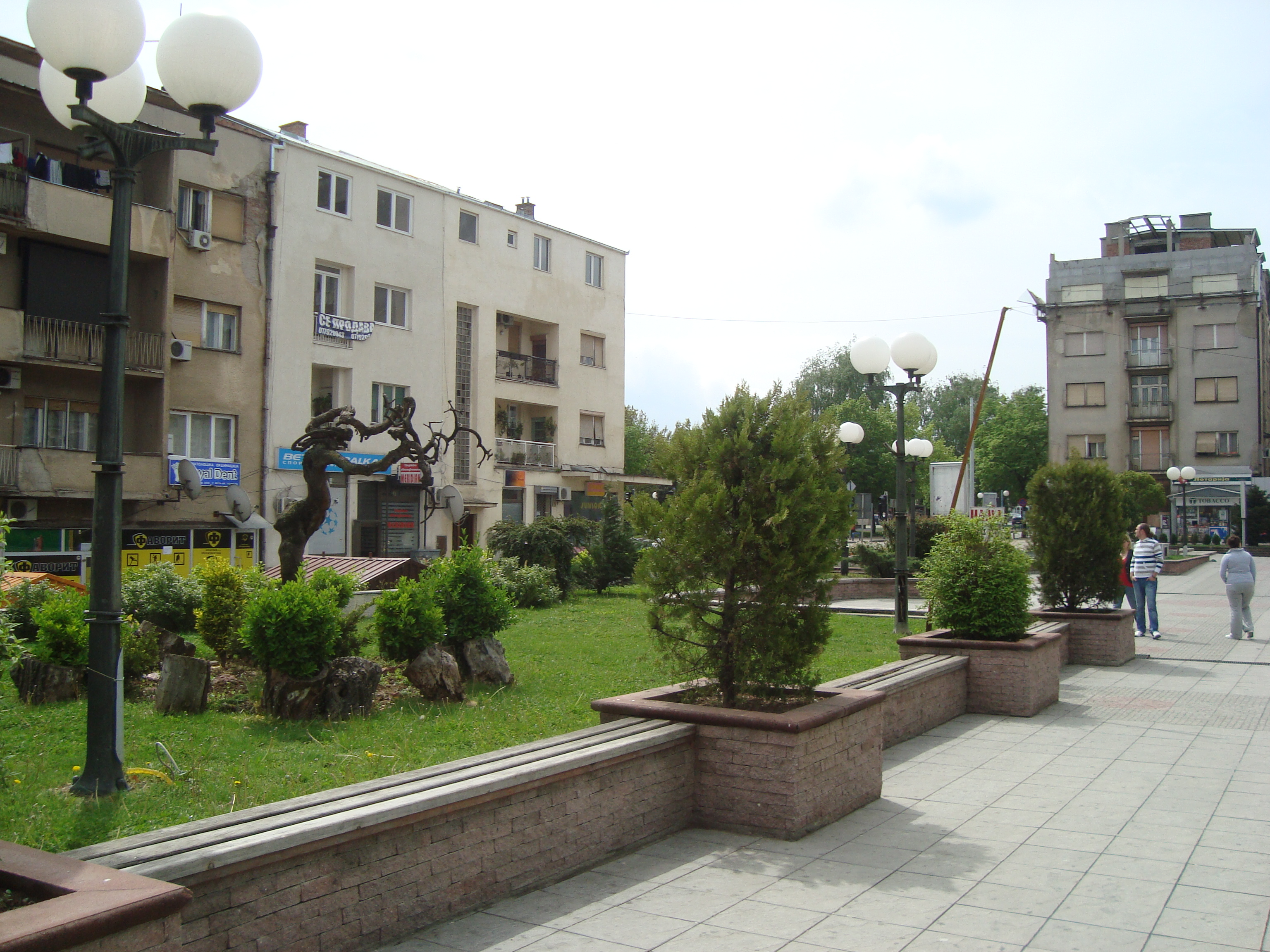
Náměstí v Kumanovu.

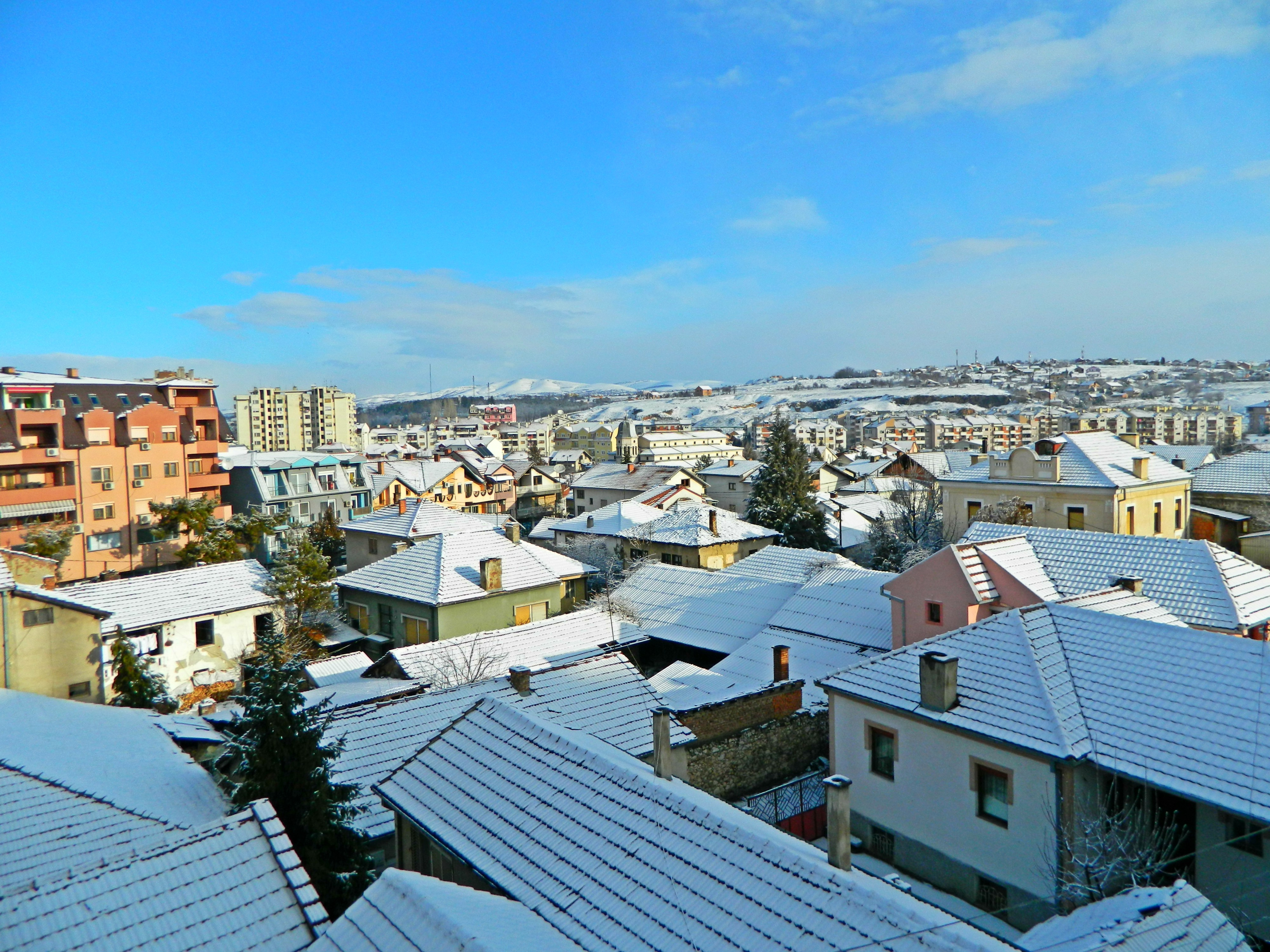
Město v zimě.

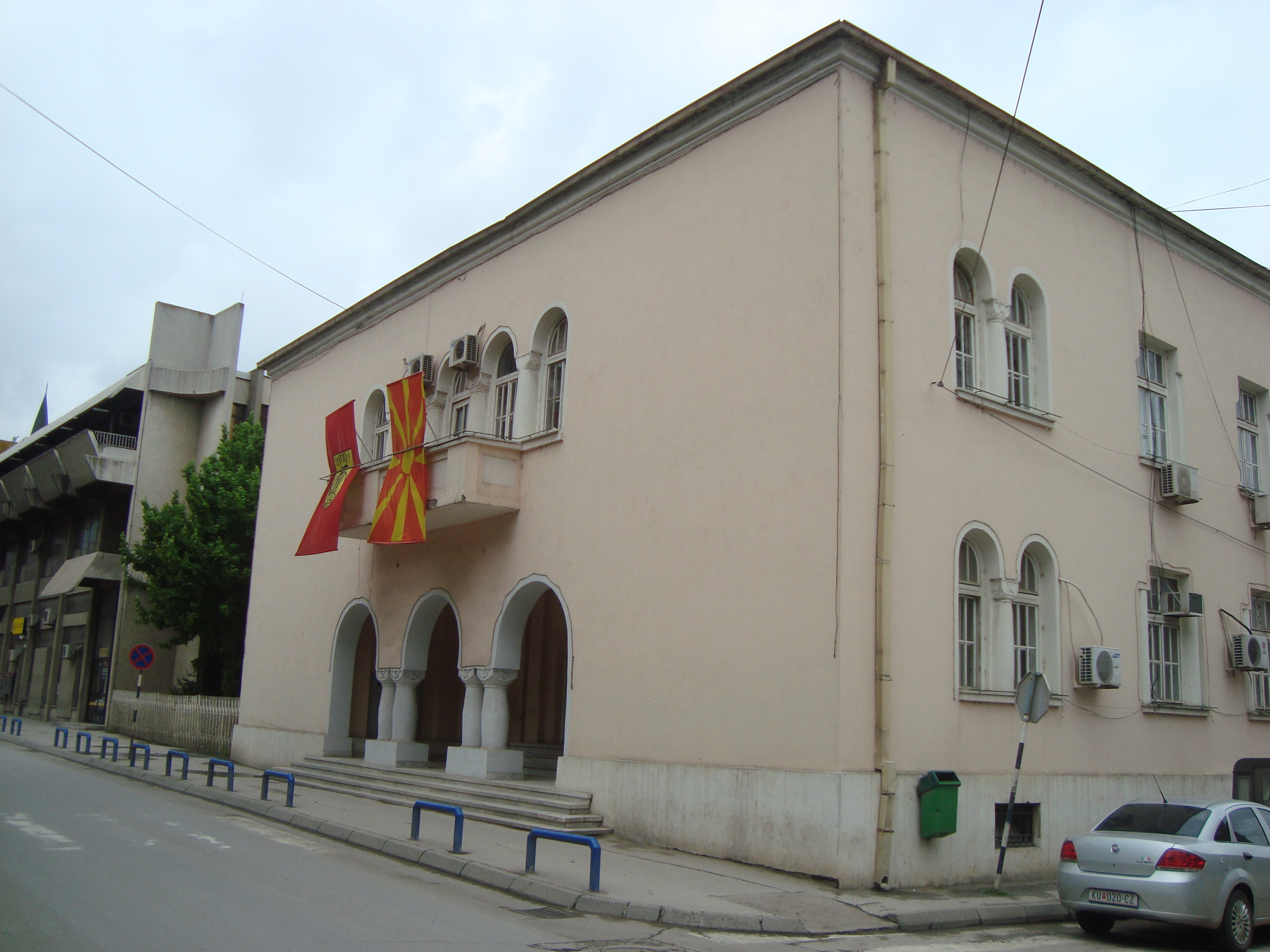
Budova radnice.

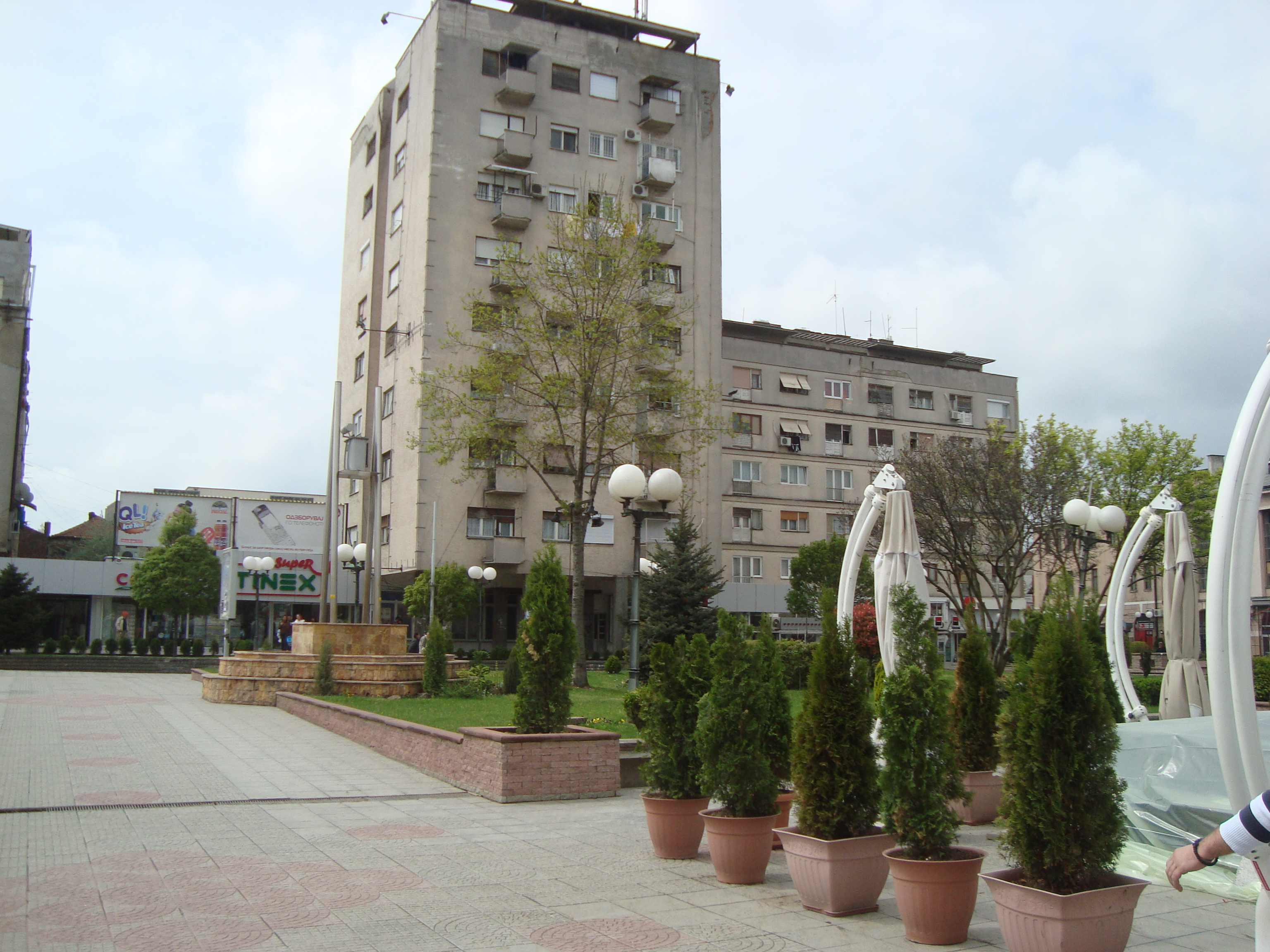
Střed města.

Hlavní kulturní organizací ve městě je dům kultury, který se nachází ve středu Kumanova. Nachází se zde rovněž i městské muzeum (založeno v roce 1964). Pamětní dům Hristijana Todorovského-Karpoše připomíná osudy místního partyzána. Dále zde sídlí umělecká galerie a v kostele svatého Mikuláše se nachází galerie ikon. Na místním Městském náměstí (dříve neslo název Nova Jugoslavija) se nachází architektonicky zajímavý Dům řemesel.
Kromě městského divadla se zde nachází i pobočka severomakedonského Národního divadlo (makedonsky Народен театар).
Významnými církevními stavbami jsou kostel svaté Trojice z roku 1902 a mešita Eski džamija, která byla dokončena roku 1751.
V roce 2019 získalo Kumanovo ocenění Město kultury.
Zhruba 30 km od Kumanova se nachází archeologická lokalita Kokino.
Boje druhé světové války připomíná památník s ostatky padlých partyzánů (makedonsky Спомен костурница Куманово). Boje první balkánské války připomínal památník na vrcholu Zebrnjak u vesnice Mlado Nagoričane, který byl nicméně okupačním bulharským vojskem v roce 1942 zničen. Do současné doby se dochovaly pouze základy stavby. Na hlavním náměstí v centru města potom existuje památník, připomínající partyzánský boj proti okupaci za druhé světové války.
Podle Kumanova se jmenuje také Kumanovské nářečí[zdroj?] makedonštiny. 

## Ekonomika
Kumanovo je důležitým severomakedonským průmyslovým centrem. Nacházejí se zde potravinářské podniky, podniky na zpracování kovů a tabákové výrobky. Sídlí zde podnik 11 Oktomvri, který se zabývá výrobou a sváření trubek.
Dlouhou tradici má také výroba obuvi, v minulosti zde sídlilo až 60 dílen, které se zabývaly výrobou bot. Produkce je určena pro Severní Makedonii, země bývalé Jugoslávie, Bulharsko, Řecko, Albánii a Itálii. Menší část se také vyváží do České republiky, na Slovensko a do Německa. Průmysl se rozvíjel od počátku v areálech na západní straně města, poblíž železniční trati a dále od centra. Odděluje jej od samotného města dálnice.

## Doprava
Město je velmi dobře napojeno na hlavní dopravní tahy. Dálnice M1, která vede z Velesu, je vedena západně od města a pokračuje dále na sever do Srbska. Druhá dálnice (A2) poté prochází severně od města a zajišťuje spojení Severní Makedonie s Bulharskem. Postavena byla nicméně pouze v polovičním profilu a výhledově má být rozšířena do plného.
Přes Kumanovo prochází Železniční trať Niš – Skopje. Nádraží je umístěno na západním okraji města. Z Kumanova má také vést trať směrem na území Bulharska, do Sofie, ale i přes desetiletí příprav a stavebních prací nebyla nikdy dokončena. Výstavbu trati plánoval jugoslávský stát již v roce 1924. Plánovaná trať do Bulharska prochází přes východní předměstí Kumanova. Stavební práce na trati probíhaly v roce 2023.
Nejbližší letiště se nachází ve Skopje zhruba 30 km jižním směrem. V blízkosti města se nachází sportovní letiště Adzi Tepe, které má nicméně pouze zatravněnou dráhu.

## Školství
V Kumanově se nachází některé fakulty Státní univerzity v Tetovu. Město má celkem pět středních škol, jednou z nich je Gymnázium Goce Delčeva.

## Sport
Místní fotbalový tým nese název FK Milano Kumanovo. Populární a úspěšný byl také i místní boxerský klub, který vznikl v roce 1969. Mezi známé sportovce z tohoto týmu patří Ace Rusevski a Redžep Redžepovski. 
Na jihovýchodním okraji města se při řece Kumanovce nachází sportovní areály, mimo jiné také plavecký bazén a víceúčelová sportovní hala.

## Zdravotnictví
V Kumanovu se nachází nemocnice. V souvislosti s pandemií nemoci COVID-19 byla v Kumanovu v provozu speciální nemocnice.

## Významní rodáci
- Blagoja Stevkovski-Gojčo, makedonský partyzán, účastník partyzánského boje v tehdejší Jugoslávii
- Boris Čuškarov, makedonský komunista a ředitel OZNA.
- Ace Rusevski (nar. 1956), boxer
- Redžep Redžepovski (nar. 1962), boxer
- Saša Ćirić (nar. 1968), fotbalista
- Orhan Mustafi (* 1990), makedonsko-švýcarský fotbalový hráč
- Egzon Shabani (* 1991), fotbalista
- Stole Dimitrievski (* 1993), fotbalista
- Filip Antovski (* 2000), fotbalista
- Trajko Prokopiev, skladatel
- Vladimir Antonov, architekt

## Partnerská města
- Novi Sad, Srbsko.[29]
- Plovdiv, Bulharsko
- Gabrovo, Bulharsko
- Nikšić, Černá Hora
- Vranje, Srbsko
- Pančevo, Srbsko
- Leskovac, Srbsko
- Kosovska Mitrovica, Kosovo